# Ferdinand Medlin
Ferdinand Medlin (* 1892 in Wien, Österreich-Ungarn; † 25. Februar 1954 in Taischet, Oblast Irkutsk, UdSSR) war ein österreichischer, in Deutschland tätiger Gewerkschafter, Sozialdemokrat und Opfer des Stalinismus. Von 1927 bis 1933 war er Bezirkssekretär des ADGB Schlesien als Nachfolger von Oswald Wiersich.

## Leben
Medlin war gelernter Maurer. In Breslau war er ab 1923 Angestellter des schlesischen Fabrikarbeiterverbandes (FAV, zuständiger Referent „Steine und Erden“). Der FAV war die Vorgängerorganisation der späteren IG Chemie-Papier-Keramik, heute IGBCE. 1927 bis 1933 war er Bezirkssekretär, was dem heutigen DGB-Bezirksvorsitzenden entspricht, des ADGB Schlesien als Nachfolger von Oswald Wiersich, der in den ADGB-Landesvorstand im Land Preußen, zu dem Schlesien damals gehörte, aufgerückt sowie SPD-Landtagsabgeordneter in Schlesien geworden war. In der Wahlperiode 1928 war Medlin also Nachfolger Wiersichs, der dort 1928 ausgeschieden war, Mitglied der Stadtverordnetenversammlung von Breslau, legte aber am 16. März 1929 sein Mandat nieder.
Ferdinand Medlin war „Kamerad“, also aktives Mitglied im schlesischen Reichsbanner. Am 23. Juni 1929 nahm er als Vertreter des ADGB an der Gaukonferenz in Mittelschlesien teil, Anfang 1931 sprach er auf einer Kundgebung in Reichenbach in Schlesien vor über 7000 Teilnehmern.
In der NS-Zeit war Medlin anfangs nach der Zerschlagung der Gewerkschaften 1933 stellungslos und schlug sich später mit wechselnden Beschäftigungen im Baugewerbe durch. Im Februar 1945 flüchtete er mit seiner Familie nach Sachsen. Nachdem er der Landesverwaltung durch exzellente Leistungen beim Management des Wiederaufbaus in der Region Pirna aufgefallen war, wurde er im Oktober 1945 zum Referenten für „Steine und Erden“ in der Wirtschaftsabteilung der Landesverwaltung Sachsen (LVS) ernannt.
Als Mitglied des informellen „Breslauer Kreises“ ehemaliger schlesischer Sozialdemokraten, der sich etwa im Juli/August 1946 quer über die Sektorengrenzen wieder vernetzte, u. a. gehörten die ehemaligen schlesischen Sozialdemokraten Paul Löbe, Hermann Lüdemann, Hans Ziegler und Gustav Leißner zu diesem Kreis. Dadurch geriet Medlin bald ins Fadenkreuz des NKWD.
Medlin wurde am 15. März 1950 in einem Geheimverfahren des Militärtribunals in Berlin/Potsdam SMT wegen „Spionage“ (Art. 58 StGB der RSFSR) zu 25 Jahren Arbeitslager verurteilt und in die Sowjetunion deportiert. Er starb am 25. Februar 1954 im Gefangenenlager Nr. 7 in Taischet Oblast Irkutsk.
Im Zuge der Nachforschungen seitens der Familie wurde dieser am 27. September 1995 über die Deutsche Botschaft in Moskau die Rehabilitationsurkunde, ausgestellt am 15. Juli 1995 durch die oberste Militärstaatsanwaltschaft der Russischen Föderation, zur Verfügung zugestellt. Sie ist mit Genehmigung der Familie auf der Website der Dokumentationsstelle Dresden zu rehabilitierten Verurteilten sowjetischer Militärtribunale veröffentlicht.

## Publikationen, öffentliche Auftritte
- Ferdinand Medlin. "Die Handwerksnovelle": Der Breslauer ADGB-Bezirkssekretär Ferdinand Medlin in der Rundfunksendung "Die Stunde der Arbeit" mit einem Beitrag über die Novelle der Handwerksordnung. 16. Oktober 1930 / SFS Breslau / 20:00–20:30. Website des Deutschen Rundfunkarchivs. Abgerufen am 17. August 2014.